# Daniël van Ranst
Daniël van Ranst (circa 1428-1461), ook Daneels van Ranst genoemd, was een ridder heer van Houtem (Vlaams-Brabant), heer van Tielen en opperste kamerling van Jan IV van Brabant. Zijn vader was Costin van Ranst heer van Cantecroy en moeder was Joanna van den Venne. Zijn moeder was een de bastaarddochter van Jan III van Brabant en Ermengaard van Vene.
Hij huwde op 24 november 1428 met Catharina de Pape, dochter van Jan de Pape heer van Tielen, waardoor hij eveneens heer werd van heerlijkheden Tielen (België) en Gierle. Het koppel woonde samen in het Kasteel van Tielen. Uit hun huwelijk kwamen deze afstammelingen:
- Johanna van Ranst (1410-?)
- Willem van Ranst (1420-?)
- Margaretha van Ranst (1425-?)
- Filips van Ranst (1435-1479), volgde zijn vader op als heer van Tielen en hij huwde met Odilia van Drongelen. Hij kreeg twee dochters.
- Guillaume van Ranst

Vermelding in de leenheffing van 24 november 1428 - Cour féodale de Brabant, fol. 179:

Ontvangen van Joffrouwe Kateline Spape dochtere wile Jan Spapen die op 24 dach van November (de mannen van leen ware: Wouter van Kersebeke en Hr Claes van St. Goorix ridders), ontsint (bijgestaan) met Daniël van Ranst haeren man en monboie dat 1/3 deel der heerlijkheid des dorp van Gierhle met de laten daer aen toebehorende.